# Barthbreen
De Barthbreen is een gletsjer op het eiland Barentszeiland, dat deel uitmaakt van de Noorse eilandengroep Spitsbergen.

## Geografie
De gletsjer is noordwest-zuidoost georiënteerd en heeft een lengte van ongeveer twee kilometer. Hij komt vanaf de Barentsjøkulen en mondt in het oosten uit in de Olgastretet.
Ten zuidwesten van de gletsjer ligt gletsjer Reymondbreen, naar het noordwesten ligt de gletsjer Augnebreen en naar het noorden de gletsjer Isormen.